# Dél-szudáni font
A font (angolul: South Sudanese pound) Dél-Szudán hivatalos pénzneme, melyet 2011. július 18-án vezettek be.

## Története
Dél-Szudán függetlenné válása után saját pénznemet bocsátottak ki. Az első bankjegyszállítmány 2011. július 13-án érkezett meg az országba, és 18-án került forgalomba.

## Bankjegyek

### 2011-es sorozat
A bankjegyek előoldalán az ország első elnöke, John Garang látható, míg a hátoldalakon az országra jellemző dolgok szerepelnek.
Az 5, 10 és 25 piaszteres bankjegyek bevezetése 2011. október 19-én történt meg.
| Névérték    | Méret | Szín        | Leírás                | Leírás           | Dátumok         | Dátumok           | Dátumok     |
| Névérték    | Méret | Szín        | Előlap                | Hátlap           | Nyomtatás       | Kibocsátás        | visszavonás |
| ----------- | ----- | ----------- | --------------------- | ---------------- | --------------- | ----------------- | ----------- |
| 5 piaszter  |       | kék         | John Garang           | Struccok         | 2011            | 2011. október 19. | forgalomban |
| 10 piaszter | zöld  | John Garang | Kudu                  |                  | 2011            | 2011. október 19. | forgalomban |
| 25 piaszter | piros | John Garang | Fehér-Nílus           |                  | 2011            | 2011. október 19. | forgalomban |
| 1 font      | Zöld  | John Garang | Zsiráfok              | 2011. július 11. | 2011            |                   | forgalomban |
| 5 font      | Piros | John Garang | Szarvasmarha          | 2011. július 11. | 2011            |                   | forgalomban |
| 10 font     | Kék   | John Garang | Bivaly, ananász       | 2011. július 11. | 2011            |                   | forgalomban |
| 25 font     | Barna | John Garang | antilopok, fúrótorony | 2011. július 11. | 2011            |                   | forgalomban |
| 50 font     | Lila  | John Garang | Elefántok             | 2011. július 11. | 2011            |                   | forgalomban |
| 100 font    | Kék   | John Garang | Oroszlán, vízesés     | 2011. július 11. | 2011            |                   | forgalomban |
| 500 font    | vörös | Jonh Garang | Nílus                 | 2018             | 2018. június 9. |                   | forgalomban |